# Psicologia de les actituds
Es poden classificar les branques de la psicologia segons les variables que les caracteritzen, i és per això que aquesta se'n denomina psicologia de les actituds. Aquesta branca es pot considerar una part de la psicologia social, perquè l'actitud n'és una variable bàsica.

## El concepte d'actitud
Escriu Kimball Young:
| « | “Malauradament, el terme actitud té dos significats: un d'ampli i l'altre estret. S'utilitzà primer en un sentit prou limitat, per a indicar una predisposició motriu i mental a l'acció. Després s'emprà amb una mica més d'abast, per a assenyalar tendències reactives específiques o generalitzades, que influeixen en la interpretació de noves situacions i la resposta davant d'aquestes. | » |

Alguns autors, però, han usat el terme actitud per a referir-se a la totalitat de la vida interior –la massa perceptiva d'idees, opinions i disposicions mentals- en contrast amb les pautes i hàbits manifests. Sobre la base d'una significació tan àmplia i imprecisa, tant profans com psicòlegs continuen considerant que els termes opinió i actitud són sinònims.
Se'n pot emprar la paraula amb un sentit més estricte, indicant una tendència a l'acció. Una actitud és essencialment una manera de resposta anticipatòria, el començament d'una acció que no necessàriament s'acaba. Així, resulta molt més dinàmica i permet predir més fàcilment les tendències del capteniment que una simple opinió o idea.
Cal assenyalar tres trets importants propis de l'actitud. En primer lloc, tot i que no s'han de confondre amb imatges o idees verbalitzades, les actituds se solen associar a imatges, idees o objectes externs de l'atenció. En segon lloc, les actituds expressen una direcció. No sols assenyalen el començament de la resposta manifesta a una situació, sinó que imprimeixen direcció a aquesta activitat. Es caracteritzen per implicar acostament o allunyament, gust o disgust, reaccions favorables o desfavorables, amors o odis, i es dirigeixen a situacions específiques o generalitzades. En tercer lloc, les actituds –si més no les més significatives- es vinculen a sentiments i emocions. Les associacions de grat o desgrat respecte d'un objecte o situació –por, ràbia, amor i totes les complexes emocions apreses- intervenen en les actituds.
Les actituds són hàbits interns en la majoria inconscients, i indiquen les tendències reals que la conducta manifesta millor que les expressions verbalitzades que diem opinions. Llavors, si es vol predir el capteniment d'un individu, és més important conèixer les seues actituds que les seues imatges mentals, les seues idees o les seues opinions”.
| « | “Les actituds ofereixen, doncs, un indici per desembolicar l'embull de les motivacions humanes. En resum, doncs, es pot definir una actitud com la tendència o la predisposició apresa, més o menys generalitzada i de to afectiu, a respondre d'una manera bastant persistent i característic, comunament positiva o negativament (a favor o en contra), amb referència a una situació, idea, valor, objecte o classe d'objectes materials, o a una persona o grup de persones”. | » |

## Orígens i significat de les actituds
Gino Germani escrigué:
| « | “Davant la varietat d'accions socials, sempre ha semblat necessari crear categories que permeteren reduir la inexhaurible diversitat de l'experiència a tipus comuns, i trobar-ne les causes més generals. Deixant de banda les explicacions basades en factors biològics, geogràfics o físics, ens interessen ací les categories de naturalesa mental, bé col·lectives o individuals”. | » |

| « | “En la sociologia nord-americana, l'actitud fou introduïda per W. I. Thomas i F. Znaniecki en el seu treball El llaurador polonés a Europa i Amèrica. El tema central de l'obra és l'anàlisi del xoc entre dues cultures distintes, estudiat en les transformacions produïdes en les formes de vida i en la psicologia dels immigrants polonesos a Amèrica”. “Les actituds són els tipus de conducta que es donen en la realitat: són els fenòmens observables. El seu paper en la recerca social, diuen Park i Burguess, és comparable al dels àtoms de les substàncies simples en química; els desigs, en aquest cas, corresponen als electrons. No observem desigs, observem actituds concretes, pautes de conducta”. “L'actitud no s'exhaureix en l'acció mateixa, sinó que és una manera relativament estable que es reprodueix cada volta que es presenta la corresponent configuració, per això és imprescindible postular una «disposició», una «tendència a actuar», amb què hi cap de nou un element d'introspecció”. “L'actitud representaria el mecanisme individual amb què les influències biosocials i socioculturals es tradueixen en la conducta manifesta d'un individu. Això pot donar lloc a diferents espècies de desviacions respecte a un procés purament determinista. Així, la possible creativitat de la resposta individual no se n'exclou de l'esquema de l'acció”. | » |

## Personalitat
Són distintes les teories de la personalitat proposada en la psicologia. Per la generalitat del concepte d'actitud, cal l'existència d'una teoria implícita de la personalitat. Gino Germani escrigué:
| « | “Aquests dos autors (Sherif i Cantril) han assenyalat altres trets que no sols repleguen l'experiència de la tasca experimental realitzada en els decennis anteriors, sinó que permeten la integració de l'actitud en una teoria de la personalitat i de la formació del jo. En primer lloc, destaquen el caràcter de relativa permanència que ha de tenir l'actitud”. “El desenvolupament de la teoria de la personalitat i la rica collita d'observacions i experiments efectuada en aquest àmbit han afirmat l'existència de la unitat de la persona –o, si més no, de la seua unitat tendencial- i de les actituds amb els seus trets permanents. En segon lloc –recorden Cantril i Sherif- l'actitud suposa una relació de subjecte a objecte, sempre un objecte sociocultural, material o immaterial (casa, auto, estàtua, norma, valor, símbol), personal (individu, grup), o un combinat de tot plegat”. “Amb el desenvolupament de la teoria de la personalitat social bàsica, sobretot per obra d'antropòlegs socials, el concepte d'actitud es pot integrar en una teoria més comprensiva en què es combinen els factors socioculturals i els purament biogràfics o personals”. | » |

## Creences i actituds
Gino Germani hi escriu:
| « | “La distinció que proposen D. Krech i R. S. Crutchfield entre creences i actituds sembla molt convenient. La creença és «una organització durable de les percepcions i dels coneixements relatius a certs aspectes del món d'un individu», mentre que l'actitud és «una organització durable dels processos emocionals, motivacionals, perceptius i cognitius referents a certs aspectes del món d'un individu», o siga, que qualsevol actitud suposa un element cognitiu, la creença; en realitat, l'actitud és una creença afegida de càrrega afectiva i volitiva, mentre que la creença és emocionalment neutra”. | » |

## Opinions i actituds
Gino Germani hi escriu:
| « | “Tot i que és cert que una opinió és sempre la manifestació d'una actitud, qualsevol actitud no es manifesta com a opinió. Perquè ocórrega així ha d'haver-hi conflicte d'actituds i, per tant, conflicte entre les seues manifestacions, les quals només així adquireixen el caràcter d'opinions. Les actitus que són unànimes no originen discussió, dirigeixen sense confrontació la societat i no generen el fenomen de l'opinió”. “En resum, podem definir l'opinió com l'expressió, siga verbal o d'una altra índole, d'actituds, sempre que es produïsca en una situació de controvèrsia; és a dir, quan no hi haja unanimitat sobre el mateix valor social”. | » |

## Factors determinants de l'actitud
Leo Kanner hi diu:
| « | “Les expressions de les actituds de la conducta tenen alguns aspectes bàsics comuns: 1. Totes les actituds s'expressen com a reaccions afectives provocades per les persones i les situacions, i així és com les veu l'observador. 2. El significat que té una situació per a l'individu depén menys dels seus factors reals, «objectius», que de la manera amb què li apareix al davant i de la impressió que li produeix, o siga, de l'actitud que l'individu assumeix davant la situació. (Ho han demostrat clarament els estudis sociològics de la propaganda i els prejudicis). 3. Les actituds es desenvolupen. A vegades l'origen se'n veu clarament; d'altres, però, és tan embotit profundament en relacions anteriors, que cal un gran esforç per comprendre'n el «tema» total. 4. Les actituds les creen les actituds dels altres, que hi influeixen i poden modificar-les, favorablement o desfavorable; i són, per tant, determinants essencials de la personalitat i la conducta. Les actituds dels altres són tan importants en psicologia i en psicopatologia, com els agents bacterians i tòxics i els medicaments en la salut i la malaltia del cos. El valor de les actituds dels altres com a força motivadora s'ha demostrat moltes vegades”. | » |

## Actituds i personalitat
Una part dels estudis de psicologia consisteix a determinar alguna resposta, davant d'un cert estímul, per comprovar alguna hipòtesi respecte d'un cert capteniment parcial o localitzat. En psicologia social, en canvi, es considera l'actitud com una resposta de tota la personalitat (afectiva, intel·lectual, etc.). Aquesta resposta característica de cada individu respon a alguna de les tendències generals del capteniment humà, com la cooperació i la competència. Jack H. Curtis ha aclarit aquest aspecte de les actituds:
| « | “Cal comprendre el concepte d'actitud, doncs les actituds són processos unitaris bàsics de la personalitat. La personalitat, en el sentit en què la considera la psicologia social, és el conjunt organitzat d'actituds emocionals i intel·lectuals que l'individu ha construït amb els sistemes i estats, i que el capacita per tractar amb altres i amb ell mateix en la interacció social. La font d'aquestes actituds és sobretot la prèvia preparació de l'individu en les agrupacions socials (amb les seues normes culturals)”. “Les actituds són predisposicions a obrar, percebre, pensar i sentir en relació amb objectes i persones. Així, les actituds no es refereixen tant a la resposta actual sinó a la direcció establerta. Perquè una qualitat de les actituds és que requereixen un objectiu d'orientació cap al qual es mostren positives o negatives: se'n desprén que la direcció n'és essencial.” “No hi ha actitud si en manca un objecte d'orientació o una tendència, en un o altre sentit, cap a un objecte. En el medi social aquests objectes es denominen interessos i valors del subjecte. Una altra qualitat de les actituds és que són estats més o menys persistents, és a dir, tendeixen a mantenir-se en el temps. És una equivocació, però, pensar que les actituds són estàtiques i no poden patir canvis. Les actituds apreses per l'ensenyament poden modificar-se, i sovint ho fan amb l'aprenentatge”. | » |

## Canvi d'actitud
La influència que rebem del medi social prové sobretot del canvi de la nostra actitud generat per la presència o la referència d'altres persones. El nostre millorament personal, com l'empitjorament, poden provenir d'aquest canvi d'actitud. Tant els processos beneficiosos per als pobles, com les grans catàstrofes socials s'han promogut per l'actitud d'uns pocs dirigents que van modificar actituds a nivell generalitzat.
Edward E. Jones i Harold B. Gerard hi han escrit:
| « | “Les actituds es formen amb l'experiència i, malgrat la seua relativa estabilitat, es poden canviar amb la mateixa experiència. Considereu la multiplicitat dels fets quotidians que es disposen deliberadament perquè afecten les nostres opinions i influïsquen en el nostre comportament. “Els editorials dels diaris poden dirigir-nos l'atenció cap a algun problema social o polític amb l'esperança d'estimular-nos a l'acció”. “Les nostres creences i accions són el centre de molts missatges que creen pressió per tal de canviar-nos les actituds i induir-nos a un comportament que, d'altra manera, no emprendríem”. “També hi ha forces contràries que tracten d'afermar les actituds que ja tenim. Perquè puguen persistir les actituds s'han de sobreposar a les pressions que hi competeixen”. “L'actitud és una predisposició per acostar-se (valorar positivament) o evitar (valorar negativament) certa classe d'objectes. Les opinions són expressions verbals de disposicions subjacents. Per tant, ja que les opinions es defineixen com a expressions concretes de les actituds, deu ser més apropiat esbrinar les funcions de les actituds”. | » |

## Actituds i prediccions
Si no hi hagués una actitud o resposta característica en cada persona, seria impossible predir-ne el comportament. Fins i tot la mateixa persona no podria mantenir objectius a llarg termini i la seua vida seria un despropòsit. Edward E. Jones i Harold B. Gerard hi escrigueren:
| « | “Potser imaginant què seria la vida si manqués d'actituds podrem fer-nos-en una idea sobre la transcendència en el funcionament normal humà. L'organisme mancat d'actituds no podria prendre fàcilment decisions entre les distintes maneres d'actuar. Al contrari, aquest organisme es veuria obligat a fer càlculs intenss sobre quines serien les recompenses o càstigs que es podrian esperar en cada nova situació. No sols seria ineficient per a l'organisme, sinó que també les conseqüències socials de mancar d'actituds serien dramàtiques. Sense dubte, el tractament humà normal seria més primitiu i reflexiu si no fos possible fer generalitzacions sobre preferències o predisposicions de l'altre. Poder anticipar-nos a l'actuació d'altres es reduiria a un coneixement molt general del comportament específic de l'espècie i no ens proporcionaria línies de guia que ens permeteren anticipar diferències individuals en el comportament”. | » |

Freddy Varela:
| « | L'actitud és un procés que es desenvolupa en l'individu des de la infantesa i generalment amb el transcurs dels anys, aquesta pot presentar-se de manera positiva o negativa en l'individu, i difereix molt de la conducta de l'ésser humà. | » |